# Misión Permanente de México ante las Naciones Unidas

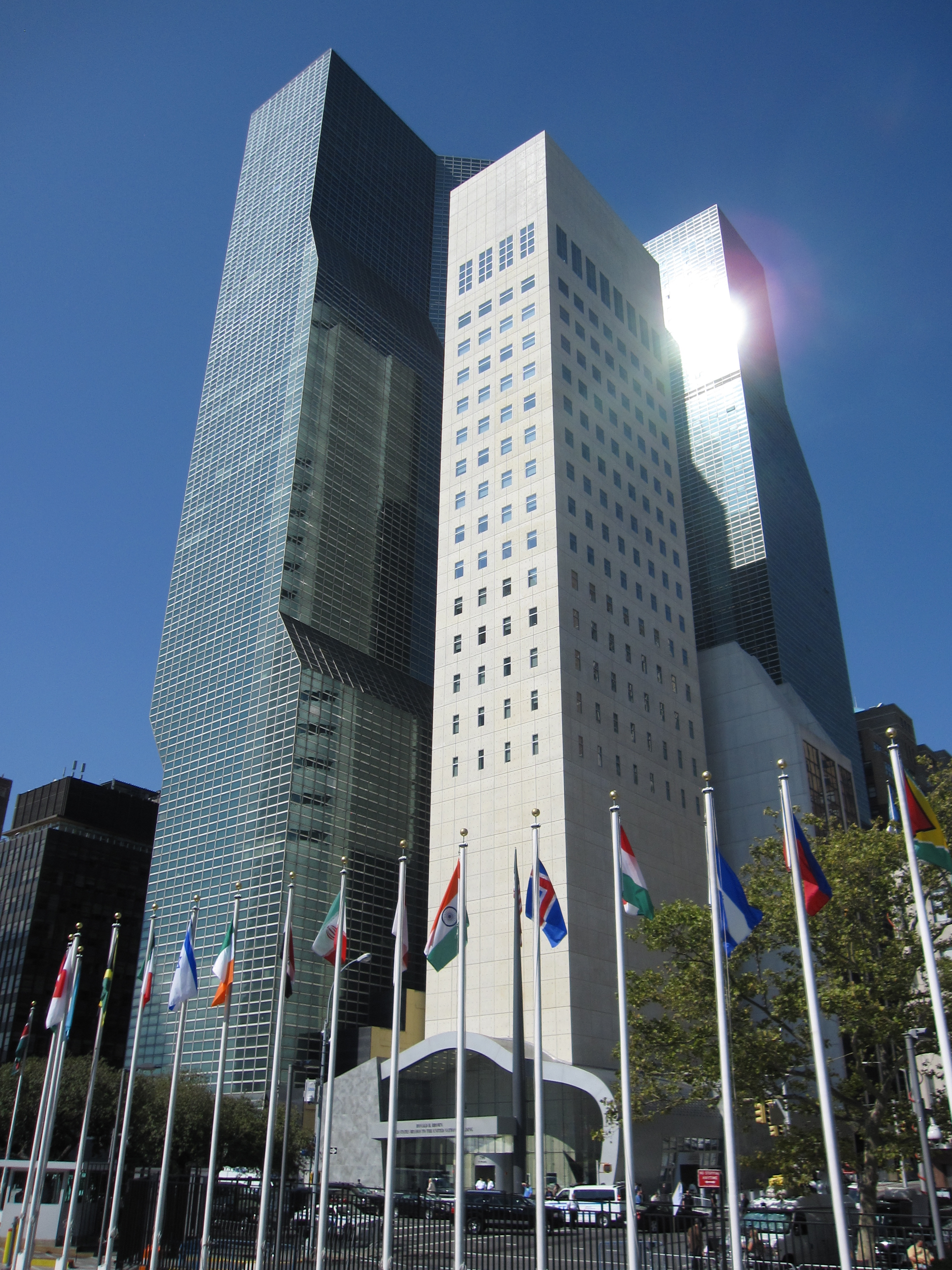
Misión Permanente de México ante las Naciones Unidas en el Piso 28 del edificio 2 United Nations Plaza

La Misión Permanente de México ante la Organización de las Naciones Unidas (ONU) es una Misión Diplomática de México ante la ONU, la cual se encuentra en la ciudad de Nueva York, representada por un embajador representante permanente. El actual embajador ante Naciones Unidas es Héctor Vasconcelos.

## Historia
México es uno de los países fundadores de Naciones Unidas, siendo uno de los constructores de la Organización, siendo Primer Representante, Luis Padilla Nervo quien posteriormente sería Presidente de la Asamblea General y miembro ante el Consejo de Seguridad.
México ha sido el Noveno proveedor de financiamiento de Naciones Unidas, ha sido parte del Consejo de Seguridad en cuatro ocasiones miembro del Consejo de Seguridad y en una ocasión Presidente del mismo siendo embajador Porfirio Muñoz Ledo, una ocasión Presidente de la Asamblea General y siete veces vicepresidente de la misma, Mexicanos destacados han formado parte de Naciones Unidas, entre ellas Rosario Green como Subsecretaria de Asuntos Políticos de Naciones Unidas con el Secretario General Butros Butros-Ghali y Alicia Bárcena Ibarra como Jefa de Gabinete de Kofi Annan y Subsecretaria de Administración de Ban Ki-Moon.

## Representantes Permanentes de México ante la ONU

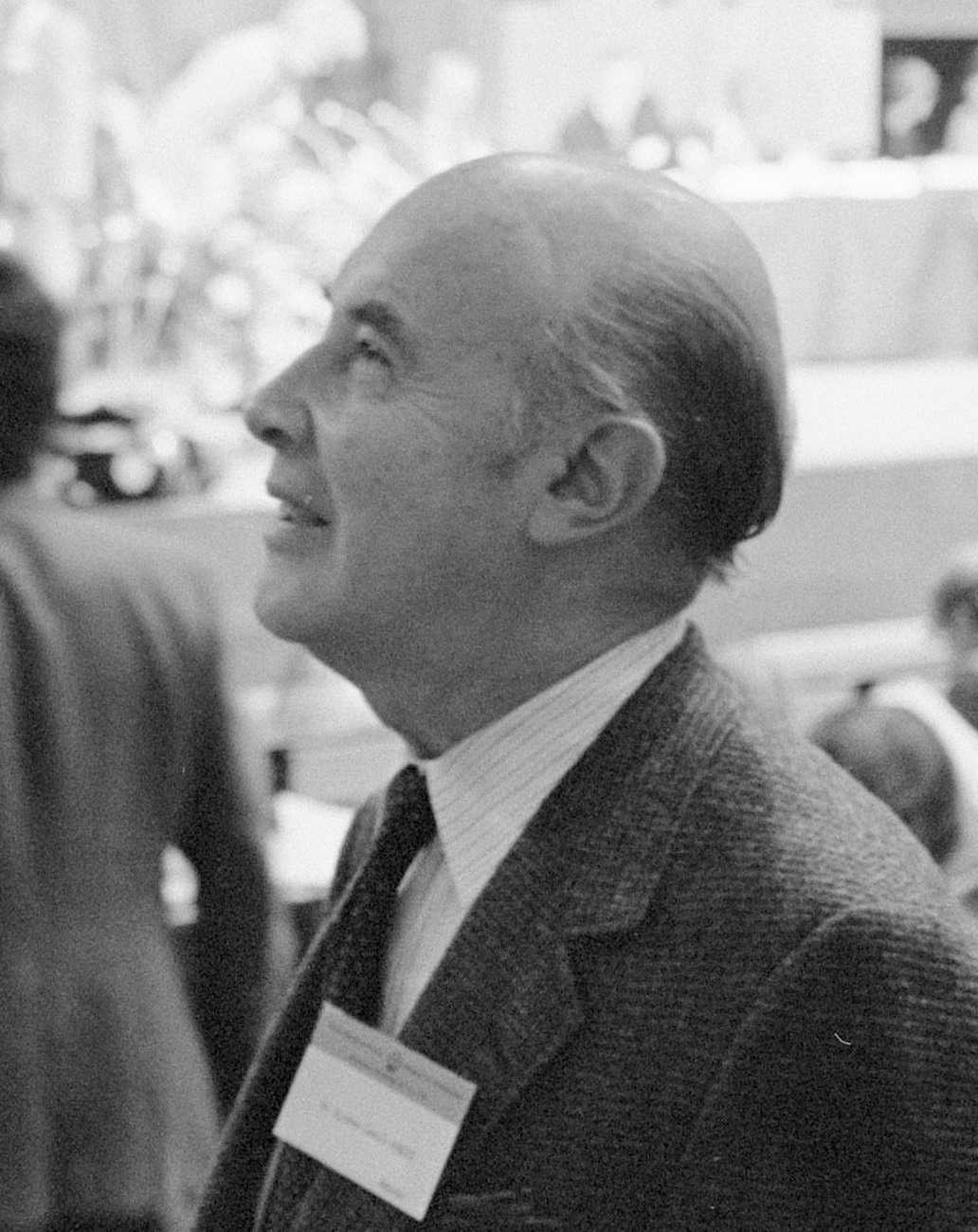
Alfonso García Robles, 1970 - 1975

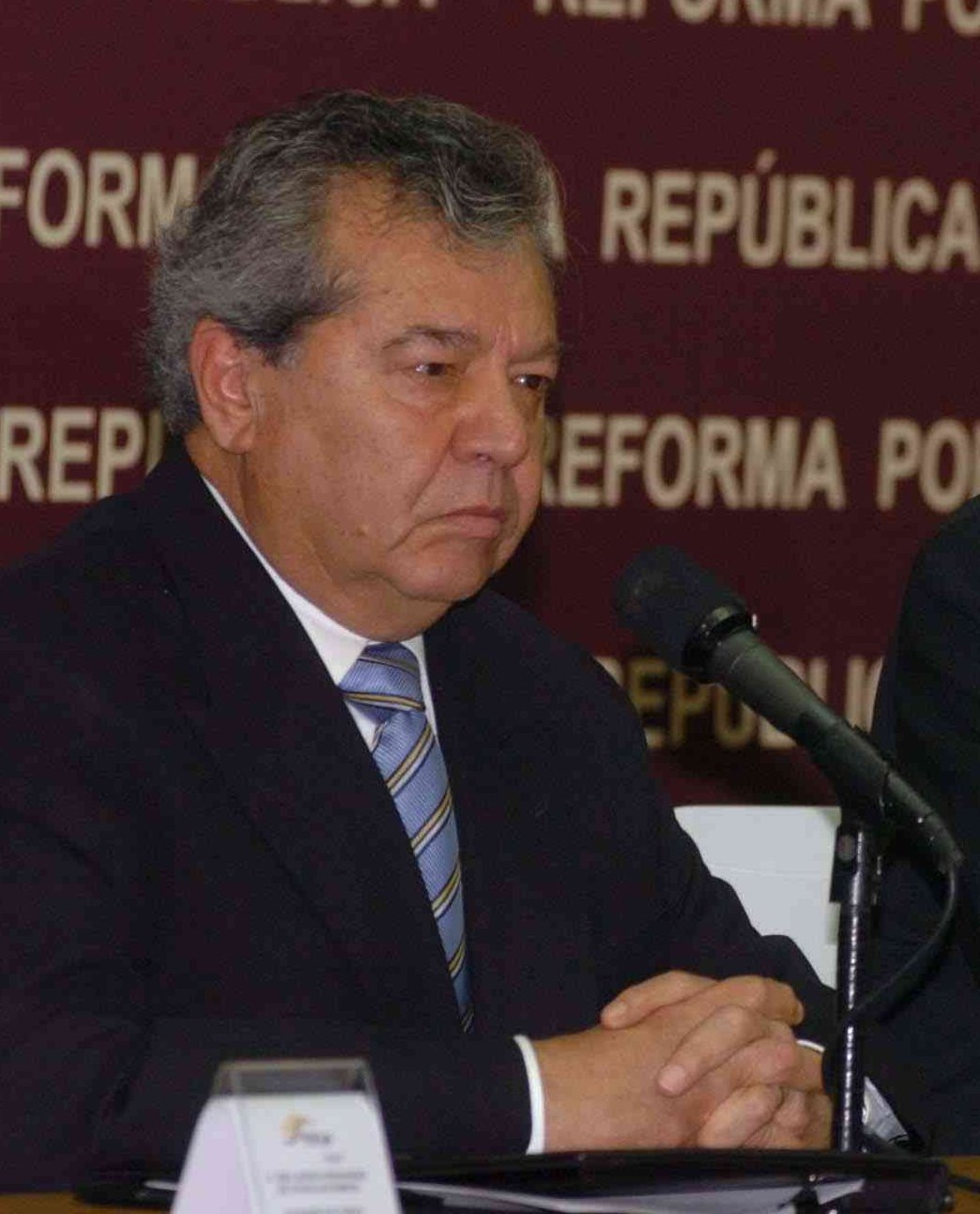
Porfirio Muñoz Ledo, 1979-1985.

| Representante | Periodo         | Presidente de México                           |  |
| --- | --------------- | ---------------------------------------------- |  |
| Luis Padilla Nervo | 1945 - 1952     | Miguel Alemán Valdés                           |  |
| Martin Luis Guzmán (alterno) | 1952 - 1953*    | Adolfo Ruiz Cortines                           |  |
| Rafael de la Colina | 1953 - 1959     | Adolfo Ruiz Cortines                           |  |
| Luis Padilla Nervo | 1959 - 1963     | Adolfo López Mateos                            |  |
| Jorge Castañeda y Álvarez de la Rosa (alterno) | 1963 - 1965*    | Adolfo López Mateos                            |  |
| Francisco Cuevas Cancino | 1965 - 1969     | Gustavo Díaz Ordaz                             |  |
| Edna Sofía Castañeda Hernández (alterno) | 1969 - 1970*    | Gustavo Díaz Ordaz                             |  |
| Alfonso García Robles | 1970 - 1975     | Luis Echeverría Álvarez                        |  |
| Roberto de Rosenzweig-Díaz Azmitia | 1976 - 1978     | José López Portillo                            |  |
| Francisco Cuevas Cancino (alterno) | 1978 - 1979     | José López Portillo                            |  |
| Porfirio Muñoz Ledo** | 1979 - 1985     | José López Portillo Miguel de la Madrid        |  |
| Mario Moya Palencia | 1985 - 1989     | Miguel de la Madrid                            |  |
| Jorge Montaño*** | 1989 - 1993     | Carlos Salinas de Gortari                      |  |
| Manuel Tello Macías | 1993 - 1994     | Carlos Salinas de Gortari                      |  |
| Víctor Flores Olea | 1994 - 1995     | Ernesto Zedillo Ponce de León                  |  |
| Manuel Tello Macías | 1995 - 2001     | Ernesto Zedillo Ponce de León                  |  |
| Jorge Eduardo Navarrete | 2001 - 2002     | Vicente Fox Quesada                            |  |
| Adolfo Aguilar Zínser | 2002 - 2003     | Vicente Fox Quesada                            |  |
| Enrique Berruga Filloy | 2003 - 2006     | Vicente Fox Quesada                            |  |
| Claude Heller Rouassant | 2007 - 2011     | Felipe Calderón Hinojosa                       |  |
| Luis Alfonso de Alba Góngora | 2011 - 2013     | Felipe Calderón Hinojosa                       |  |
| Jorge Montaño | 2013 - 2016     | Enrique Peña Nieto                             |  |
| Juan José Gómez Camacho | 2016 - 2018     | Enrique Peña Nieto Andrés Manuel López Obrador |  |
| Juan Ramón de la Fuente | 2018 - 2023     | Andrés Manuel López Obrador                    |  |
| Alicia Buenrostro Massieu (alterna) | 2023 - 2024     | Andrés Manuel López Obrador                    |  |
| Héctor Vasconcelos | 2024 - PRESENTE | Claudia Sheinbaum Pardo                        |  |
| *Corresponde al periodo en que ejerce como representante Alterno. ** Miguel Marín Bosch (1983-1988), Margarita Diéguez Armas (1985-1992) e Ifigenia Martínez se desempeñaron como Representantes Alternos. ***Antonio Villegas Villalobos Representante Alterno. |                 |                                                |  |